# Biết chữ

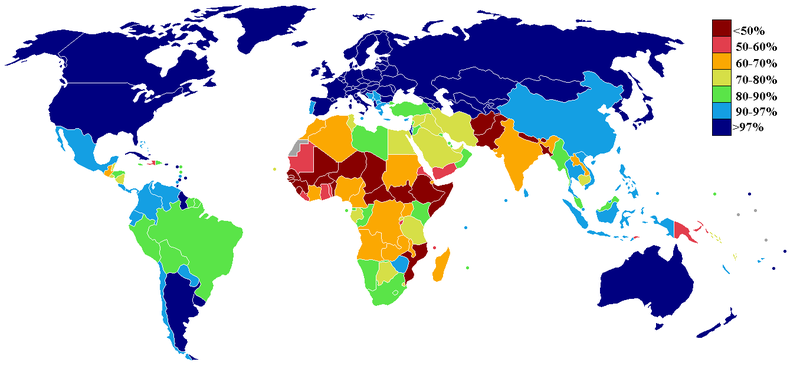
Thống kê dân số biết đọc biết viết trên thế giới

Biết chữ được hiểu phổ biến là khả năng đọc, viết và sử dụng số trong ít nhất một phương pháp viết, một cách hiểu được phản ánh bởi các định nghĩa từ điển và sổ tay chính thống. Tuy nhiên, bắt đầu từ những năm 1980, các nhà nghiên cứu xóa mù chữ đã duy trì việc xác định biết chữ là một khả năng ngoài bất kỳ sự kiện đọc và viết thực tế nào, bỏ qua những cách đọc và viết phức tạp luôn xảy ra trong một bối cảnh cụ thể và song song với các giá trị liên quan đến bối cảnh đó. Quan điểm cho rằng xóa mù chữ luôn liên quan đến các yếu tố văn hóa và xã hội  được phản ánh trong quy định của UNESCO rằng biết chữ là "khả năng xác định, hiểu, giải thích, tạo, giao tiếp và tính toán, sử dụng các tài liệu được in và viết liên quan đến việc thay đổi bối cảnh." Sự quan tâm hiện đại về xóa mù chữ như là một "tập hợp phụ thuộc vào bối cảnh của thực tiễn xã hội" phản ánh sự hiểu biết rằng các hoạt động đọc và viết của cá nhân phát triển và thay đổi theo tuổi thọ khi bối cảnh văn hóa, chính trị và lịch sử của họ thay đổi. Ví dụ, ở Scotland, xóa mù chữ đã được định nghĩa là: "Khả năng đọc, viết và sử dụng số, xử lý thông tin, bày tỏ ý kiến và ý kiến, đưa ra quyết định và giải quyết vấn đề, như thành viên gia đình, công nhân, công dân và người học suốt đời."
Các định nghĩa mở rộng như vậy đã thay đổi các khí niệm biết chữ lâu đời, ví dụ như khả năng đọc báo, một phần vì sự tham gia ngày càng tăng của máy tính và các công nghệ kỹ thuật số khác trong giao tiếp đòi hỏi các kỹ năng bổ sung (ví dụ như giao tiếp với trình duyệt web và chương trình xử lý văn bản, tổ chức và thay đổi cấu hình của các tập tin, vv). Bằng cách mở rộng, việc mở rộng các bộ kỹ năng cần thiết này đã được biết đến, một cách đa dạng, như kiến thức máy tính, kiến thức thông tin và kiến thức công nghệ. Ở những nơi khác định nghĩa của chữ mở rộng khái niệm ban đầu của "khả năng mua" vào các khái niệm như "biết chữ nghệ thuật," biết chữ thị giác (khả năng hiểu các hình thức trực quan của các thông tin liên lạc như ngôn ngữ cơ thể, hình ảnh, bản đồ và video), hiểu biết về thống kê, hiểu biết cơ bản, hiểu biết kiến thức truyền thông, kiến thức sinh thái và hiểu biết sức khỏe.

## Lịch sử

### Thời tiền sử và cổ đại

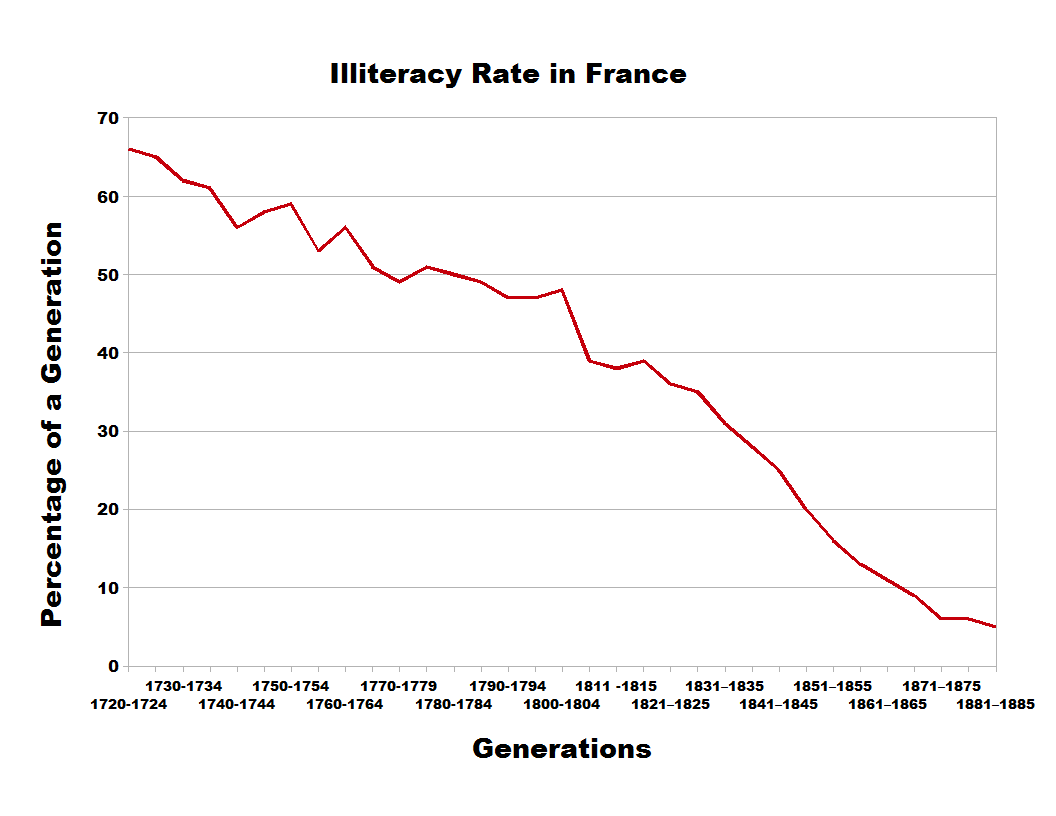
Tỷ lệ mù chữ ở Pháp trong thế kỷ 18 và 19

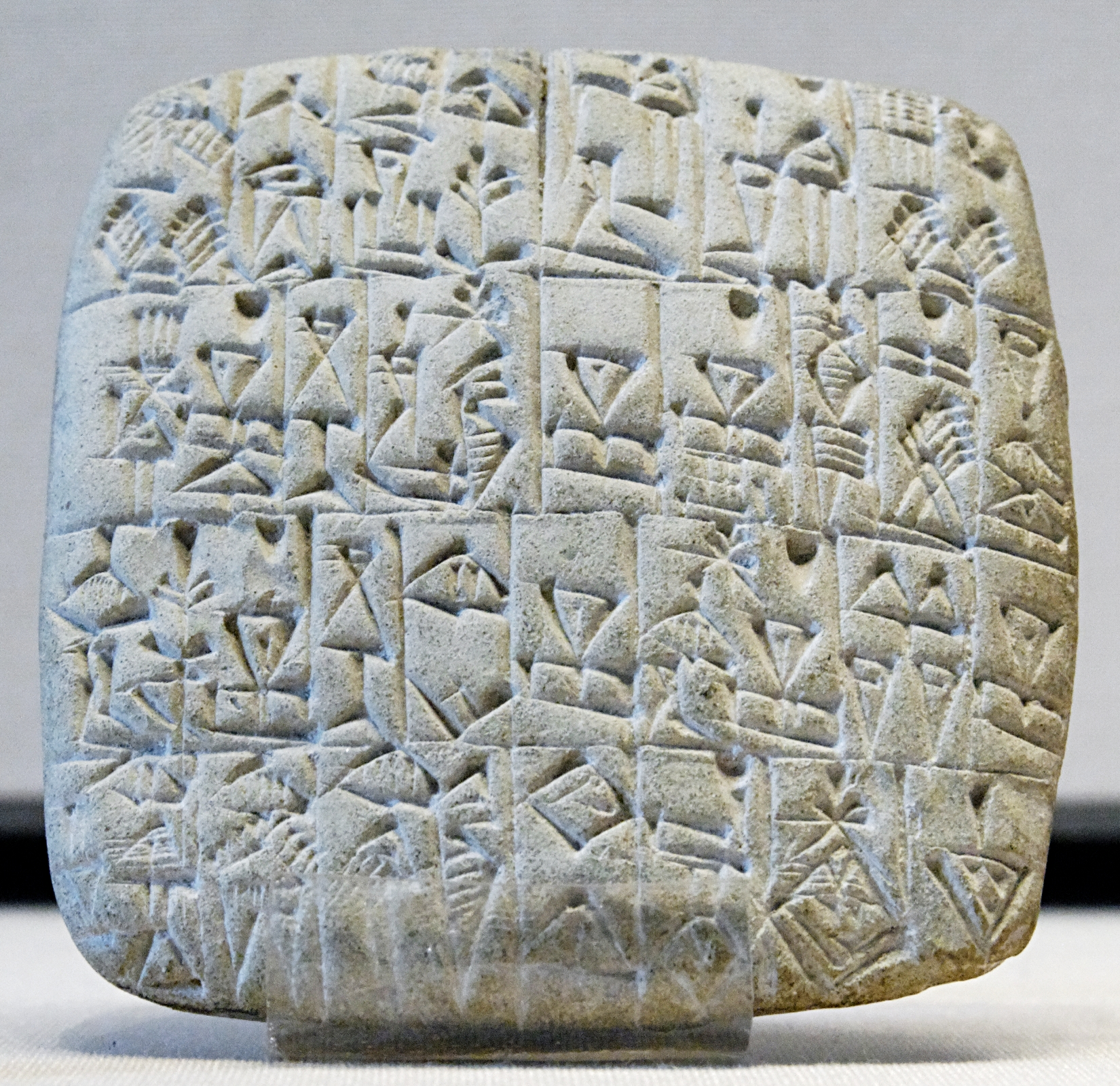
Hóa đơn bán nô lệ nam và một tòa nhà ở Shuruppak, phiến đá Sumer, khoảng năm 2600 TCN

Biết chữ đã xuất hiện cùng với sự phát triển của các con số và tính toán sớm nhất là 8000 TCN. Kịch bản phát triển độc lập ít nhất năm lần trong lịch sử loài người Lưỡng Hà, Ai Cập, nền văn minh lưu vực sông Ấn, vùng đất thấp Trung bộ châu Mỹ và Trung Quốc.
Các hình thức giao tiếp bằng văn bản sớm nhất bắt nguồn từ Sumer, nằm ở phía nam Lưỡng Hà khoảng 3500–3000 TCN. Trong thời đại này, xóa mù chữ là "một vấn đề chủ yếu là chức năng, được thúc đẩy bởi nhu cầu quản lý số lượng thông tin mới và loại quản trị mới được tạo ra bởi thương mại và sản xuất quy mô lớn". Các hệ thống chữ viết ở Mesopotamia lần đầu tiên xuất hiện từ một hệ thống ghi âm, trong đó mọi người đã sử dụng các mã thông báo ấn tượng để quản lý thương mại và sản xuất nông nghiệp. Hệ thống mã thông báo đóng vai trò là tiền thân của chữ hình nêm sớm khi mọi người bắt đầu ghi thông tin trên các bảng đất sét. Các văn bản chữ hình nêm thể hiện không chỉ các dấu hiệu số, mà cả các chữ tượng hình mô tả các đối tượng được đếm.
Chữ tượng hình Ai Cập xuất hiện từ năm 3300–3100 TCN và mô tả biểu tượng hoàng gia nhấn mạnh quyền lực giữa các giới tinh hoa khác. Hệ thống chữ tượng hình Ai Cập là hệ thống ký hiệu đầu tiên có giá trị ngữ âm.
Chữ viết ở vùng Lưỡng Hà thấp lần đầu tiên được đưa vào thực hành bởi các nền văn minh Olmec và Zapotec vào năm 900–400 TCN. Những nền văn minh này đã sử dụng chữ viết glyphic và hệ thống ký hiệu số vạch và chấm cho các mục đích liên quan đến biểu tượng hoàng gia và hệ thống lịch.
Các ký hiệu viết sớm nhất ở Trung Quốc có từ thời nhà Thương vào năm 1200 TCN. Những ký hiệu có hệ thống này đã được tìm thấy ghi trên xương và ghi lại những hy sinh, những cống nạp nhận được và động vật bị săn bắn, đó là những hoạt động của giới thượng lưu. Những bản khắc xương tiên tri này là tổ tiên đầu tiên của chữ viết hiện đại của Trung Quốc và có chữ viết và chữ số tượng hình.
Chữ lưu vực sông Ấn phần lớn là hình ảnh và chưa được giải mã. Nó có thể hoặc không bao gồm các dấu hiệu trừu tượng. Người ta cho rằng họ đã viết từ phải sang trái và kịch bản được cho là logic. Bởi vì nó chưa được giải mã, các nhà ngôn ngữ học không đồng ý về việc liệu nó có phải là một hệ thống chữ viết hoàn chỉnh và độc lập hay không; tuy nhiên, nó thực sự được cho là một hệ thống chữ viết độc lập xuất hiện trong văn hóa Harappa.

## Số liệu quốc tế
| Hạng | Quốc gia                             | % dân số biết đọc/viết |
| ---- | ------------------------------------ | ---------------------- |
| 1    | Úc                                   | 99,9                   |
| 1    | Áo                                   | 99,9                   |
| 1    | Bỉ                                   | 99,9                   |
| 1    | Canada                               | 99,9                   |
| 1    | Cộng hòa Séc                         | 99,9                   |
| 1    | Đan Mạch                             | 99,9                   |
| 1    | Phần Lan                             | 99,9                   |
| 1    | Pháp                                 | 99,9                   |
| 1    | Gruzia                               | 99,9                   |
| 1    | Đức                                  | 99,9                   |
| 1    | Iceland                              | 99,9                   |
| 1    | Ireland                              | 99,9                   |
| 1    | Nhật Bản                             | 99,9                   |
| 1    | Luxembourg                           | 99,9                   |
| 1    | Hà Lan                               | 99,9                   |
| 1    | New Zealand                          | 99,9                   |
| 1    | Na Uy                                | 99,9                   |
| 1    | Thụy Điển                            | 99,9                   |
| 1    | Thụy Sĩ                              | 99,9                   |
| 1    | Anh Quốc                             | 99,9                   |
| 21   | Estonia                              | 99,8                   |
| 22   | Barbados                             | 99,7                   |
| 22   | Latvia                               | 99,7                   |
| 22   | Ba Lan                               | 99,7                   |
| 22   | Slovenia                             | 99,7                   |
| 26   | Belarus                              | 99,6                   |
| 26   | Litva                                | 99,6                   |
| 26   | Slovakia                             | 99,6                   |
| 29   | Kazakhstan                           | 99,5                   |
| 29   | Tajikistan                           | 99,5                   |
| 31   | Armenia                              | 99,4                   |
| 32   | Nga                                  | 99,4                   |
| 32   | Ukraina                              | 99,4                   |
| 34   | Hungary                              | 99,3                   |
| 34   | Uzbekistan                           | 99,3                   |
| 36   | Tonga                                | 98,9                   |
| 37   | Azerbaijan                           | 98,8                   |
| 37   | Turkmenistan                         | 98,8                   |
| 39   | Albania                              | 98,7                   |
| 39   | Kyrgyzstan                           | 98,7                   |
| 39   | Samoa                                | 98,7                   |
| 42   | Ý                                    | 98,5                   |
| 42   | Trinidad và Tobago                   | 98,5                   |
| 44   | Bulgaria                             | 98,2                   |
| 45   | Croatia                              | 98,1                   |
| 46   | Hàn Quốc                             | 97,9                   |
| 47   | Mông Cổ                              | 97,8                   |
| 47   | Saint Kitts và Nevis                 | 97,8                   |
| 49   | Tây Ban Nha                          | 97,7                   |
| 50   | Uruguay                              | 97,7                   |
| 51   | Hy Lạp                               | 97,5                   |
| 52   | România                              | 97,3                   |
| 53   | Argentina                            | 97,2                   |
| 53   | Maldives                             | 97,2                   |
| 55   | Hoa Kỳ                               | 97,0                   |
| 56   | Cuba                                 | 96,9                   |
| 56   | Israel                               | 96,9                   |
| 58   | Kypros                               | 96,8                   |
| 59   | Guyana                               | 96,5                   |
| 60   | Moldova                              | 96,2                   |
| 61   | Macedonia                            | 96,1                   |
| 62   | Grenada                              | 96,0                   |
| 63   | Costa Rica                           | 95,8                   |
| 64   | Chile                                | 95,7                   |
| 65   | Bahamas                              | 95,5                   |
| 66   | Bosna và Hercegovina                 | 94,6                   |
| 67   | Colombia                             | 94,2                   |
| 68   | Hồng Kông                            | 93,5                   |
| 69   | Venezuela                            | 93,0                   |
| 70   | Fiji                                 | 92,9                   |
| 71   | Brunei                               | 92,7                   |
| 72   | Philippines                          | 92,6                   |
| 72   | Thái Lan                             | 92,6                   |
| 74   | Malta                                | 92,5                   |
| 74   | Bồ Đào Nha                           | 92,5                   |
| 74   | Singapore                            | 92,5                   |
| 75   | Palestin                             | 91,9                   |
| 75   | Panama                               | 91,9                   |
| 75   | Seychelles                           | 91,9                   |
| 78   | Paraguay                             | 91,6                   |
| 79   | Ecuador                              | 91,0                   |
| 80   | Trung Quốc                           | 90,9                   |
| 81   | Sri Lanka                            | 90,4                   |
| 82   | México                               | 90,3                   |
| 82   | Việt Nam                             | 90,3                   |
| 84   | Saint Lucia                          | 90,1                   |
| 85   | Zimbabwe                             | 90,0                   |
| 86   | Jordan                               | 89,9                   |
| 87   | Myanma                               | 89,7                   |
| 88   | Qatar                                | 89,2                   |
| 89   | Malaysia                             | 88,7                   |
| 90   | Brasil                               | 88,4                   |
| 91   | Thổ Nhĩ Kỳ                           | 88,3                   |
| 92   | Saint Vincent và Grenadines          | 88,1                   |
| 93   | Dominica                             | 88,0                   |
| 93   | Suriname                             | 88,0                   |
| 95   | Indonesia                            | 87,9                   |
| 96   | Bahrain                              | 87,7                   |
| 96   | Cộng hòa Dominicana                  | 87,7                   |
| 96   | Peru                                 | 87,7                   |
| 99   | Jamaica                              | 87,6                   |
| 100  | Bolivia                              | 86,5                   |
| 100  | Liban                                | 86,5                   |
| 102  | Antigua và Barbuda                   | 85,8                   |
| 103  | Namibia                              | 85,0                   |
| 104  | Mauritius                            | 84,3                   |
| 105  | Guinea Xích Đạo                      | 84,2                   |
| 106  | São Tomé và Príncipe                 | 83,1                   |
| 107  | Kuwait                               | 82,9                   |
| 107  | Syria                                | 82,9                   |
| 109  | Cộng hòa Congo                       | 82,8                   |
| 110  | Cộng hòa Nam Phi                     | 82,4                   |
| 111  | Libya                                | 81,7                   |
| 112  | Lesotho                              | 81,4                   |
| 113  | Honduras                             | 80,0                   |
| 114  | El Salvador                          | 79,7                   |
| 115  | Ả Rập Xê Út                          | 79,4                   |
| 116  | Eswatini                             | 79,2                   |
| 117  | Botswana                             | 78,9                   |
| 118  | Các Tiểu vương quốc Ả Rập Thống nhất | 77,3                   |
| 119  | Iran                                 | 77,0                   |
| 120  | Belize                               | 76,9                   |
| 121  | Nicaragua                            | 76,7                   |
| 122  | Quần đảo Solomon                     | 76,6                   |
| 123  | Cabo Verde                           | 75,7                   |
| 124  | Oman                                 | 74,4                   |
| 125  | Tunisia                              | 74,3                   |
| 126  | Vanuatu                              | 74,0                   |
| 127  | Campuchia                            | 73,6                   |
| 127  | Kenya                                | 73,6                   |
| 129  | Gabon                                | 71,0                   |
| 130  | Madagascar                           | 70,6                   |
| 131  | Algérie                              | 69,8                   |
| 132  | Tanzania                             | 69,4                   |
| 133  | Guatemala                            | 69,1                   |
| 134  | Uganda                               | 68,9                   |
| 135  | Lào                                  | 68,7                   |
| 136  | Cameroon                             | 67,9                   |
| 136  | Zambia                               | 67,9                   |
| 138  | Angola                               | 66,8                   |
| 138  | Nigeria                              | 66,8                   |
| 140  | Djibouti                             | 65,5                   |
| 141  | Cộng hòa Dân chủ Congo               | 65,3                   |
| 142  | Malawi                               | 64,1                   |
| 143  | Rwanda                               | 64,0                   |
| 144  | Ấn Độ                                | 61,0                   |
| 145  | Sudan                                | 59,0                   |
| 146  | Burundi                              | 58,9                   |
| 147  | Đông Timor                           | 58,6                   |
| 148  | Papua New Guinea                     | 57,3                   |
| 149  | Eritrea                              | 56,7                   |
| 150  | Comoros                              | 56,2                   |
| 151  | Ai Cập                               | 55,6                   |
| 152  | Ghana                                | 54,1                   |
| 153  | Togo                                 | 53,0                   |
| 154  | Haiti                                | 51,9                   |
| 155  | Mauritanie                           | 51,2                   |
| 156  | Maroc                                | 50,7                   |
| 157  | Yemen                                | 49,0                   |
| 158  | Pakistan                             | 48,7                   |
| 159  | Cộng hòa Trung Phi                   | 48,6                   |
| 159  | Nepal                                | 48,6                   |
| 161  | Côte d'Ivoire                        | 48,1                   |
| 162  | Bhutan                               | 47,0                   |
| 163  | Mozambique                           | 46,5                   |
| 164  | Ethiopia                             | 41,5                   |
| 165  | Bangladesh                           | 41,1                   |
| 166  | Guinée                               | 41,0                   |
| 167  | Guiné-Bissau                         | 39,6                   |
| 168  | Sénégal                              | 39,3                   |
| 169  | Gambia                               | 37,8                   |
| 170  | Bénin                                | 33,6                   |
| 171  | Sierra Leone                         | 29,6                   |
| 172  | Tchad                                | 25,5                   |
| 173  | Mali                                 | 19,0                   |
| 174  | Niger                                | 14,4                   |
| 175  | Burkina Faso                         | 12,8                   |

## Việt Nam
So với các quốc gia khu vực Việt Nam có tỷ số biết chữ khá cao. Tuy nhiên xét về số lượng ứng dụng theo bài báo cáo của Bộ Văn hóa, Thể thao và Du lịch vào năm 2013 thì Việt Nam có những con số rất khiêm tốn. Tính trung bình thì một người ở Việt Nam đọc 0,8 cuốn sách/năm (không tính sách giáo khoa). So với Malaysia thì trung bình một người đọc 10-20 cuốn/năm (2012) và Thái Lan là 5 cuốn/năm.